# Blackburneus guatemalensis
Blackburneus guatemalensis är en skalbaggsart som beskrevs av Bates 1887. Blackburneus guatemalensis ingår i släktet Blackburneus och familjen Aphodiidae. Inga underarter finns listade.